# NooSFere
NooSFere est une association créée en 1999 qui a pour but de promouvoir la science-fiction parue en langue française. Son principal vecteur de diffusion est un site web. Le terme nooSFere est dérivé de noosphère. 

## Histoire
L'association NooSFere s'est créée en mai 1999 à la suite de l'arrêt de l'hébergement gratuit de plusieurs sites web consacrés à la science-fiction. Les webmestres se sont regroupés en association, grâce à l'aide de fans, pour fournir un hébergement commun à ces sites.
L'association a ensuite été rejointe par des professionnels du domaine (écrivains, illustrateurs, traducteurs, éditeurs) afin d'aider à bâtir un site de référence sur les littératures de l'imaginaire.

## Description
Cette association héberge de nombreux sites consacrés au domaine de l'imaginaire.
On y retrouve une encyclopédie sur la science-fiction, appelée Encyclopédie de l'imaginaire. Cette encyclopédie référence toutes les publications (livres ou bandes dessinées) en langue française effectuées dans les domaines de la science-fiction, la fantasy, le fantastique et l'utopie. On peut y lire des extraits de romans, des nouvelles ainsi que des textes inédits. Des critiques et des textes issus de magazines, tels que Fiction, Galaxies ou Bifrost, sont disponibles sur le site, constituant une véritable mémoire du genre. 
La partie base de données du site est accessible en plusieurs langues via le site nooSFere Babel.
Autres rubriques :
- Infos et Actu : Toute l'actualité de la SF, les rencontres entre fans et un agenda des événements SF.
- Sites hébergés : NooSFere héberge les sites de ses adhérents auteurs et illustrateurs, tels que Pierre Bordage[4], Roland C. Wagner[5], Philippe Caza[6] et Jean-Claude Mézières[7].

## Récompenses
NooSFere a reçu le prix spécial du grand prix de l'Imaginaire 2005  et le prix de la réussite de l'ESFS (en) pour « Best Internet Publication, other than a fanzine » pendant l'Eurocon 2018,.